# تیروز

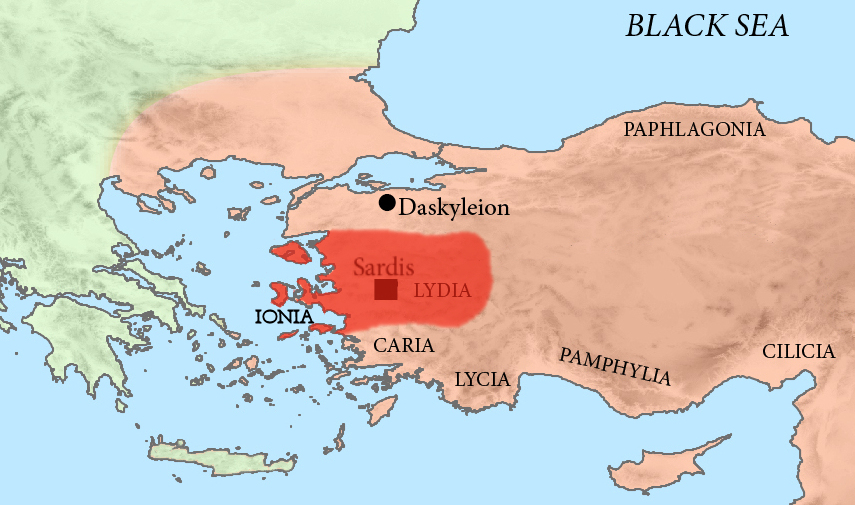
تیروز ساتراپ لیدیه بود که سرزمین ایونیا را نیز شامل می شد.

تیروَز (شکل قدیمی: تیروَزدَه، به یونانی تیریبازوس، Tiribazus) سردار پارسی و هخامنشیان ساتراپ ارمنستان غربی و بعدتر لیدیه در غرب آناتولی بود.
اردشیر دوم شاه هخامنشی جایگاه والایی برای او قائل بود و به گفتهٔ گزنفون، در حضور او هیچ‌کس دیگری از افتخار کمک به شاه برای سوار شدن به اسبش برخوردار نمی‌شد.
در سال ۴۰۱ پیش از میلاد که ده هزار یونانی عقب‌نشینی کردند تیروز ساتراپ ارمنستان غربی بود. او جای تیراتوستس را به عنوان ساتراپ آسیای غربی (لیدی (سارد)) گرفت. او در سال ۳۹۳ پ. م که آنتالکیداس برای مذاکره صلح با ایران نزد شاه ایران فرستاده شد، در منصبش حضور داشت.
در ۳۸۶ پ.م او به فرماندهی ناوگان ایران علیه اواگراس پادشاه سالامی‌ها در قبرس منصوب شد.

## نام
نام تیروَز از دو جزء تیر و وز تشکیل شده که وز در آن، شکل فارسی امروزی از واژه «وزده» (Vazdah) فارسی باستان و اوستایی به معنای فربه و استوار است. در زبان‌های اوستایی و فارسی باستان، وزده به عنوان پسوند برای ساخت نام افراد استفاده می‌شده است. برای نمونه کرسه‌وزده (keresavazdah)، در فارسی امروز گرسیوز، به معنی «استوار با وجود باریک‌اندامی»، و اشه‌وزده/ارته‌وزده (ashavazdah) یعنی «استوار از طریق حق»، و وهووزده (Vohuvazdah)، «استوار از راه خوبی». به همین قیاس، تیروز معنی «استوار به یاری [ایزد] تیر» می‌دهد.